# Eleições legislativas portuguesas de 1980 no distrito de Lisboa
| Eleições legislativas portuguesas de 1980 Distritos: Aveiro \| Beja \| Braga \| Bragança \| Castelo Branco \| Coimbra \| Évora \| Faro \| Guarda \| Leiria \| Lisboa \| Portalegre \| Porto \| Santarém \| Setúbal \| Viana do Castelo \| Vila Real \| Viseu \| Açores \| Madeira \| Estrangeiro |

## Resultados por Concelho
Os resultados nos concelhos do Distrito de Lisboa foram os seguintes:

### Alenquer
| Partido                 | Partido                           | Votos  | %               | +/-  |
| ----------------------- | --------------------------------- | ------ | --------------- | ---- |
|                         | Frente Republicana e Socialista   | 7 678  | 34,40 / 100,00  | 0,01 |
|                         | Aliança Democrática               | 6 444  | 28,87 / 100,00  | 0,95 |
|                         | Aliança Povo Unido                | 5 978  | 26,78 / 100,00  | 3,30 |
|                         | POUS-PST                          | 514    | 2,30 / 100,00   | 1,63 |
|                         | Partido Socialista Revolucionário | 423    | 1,90 / 100,00   | 1,07 |
|                         | União Democrática Popular         | 248    | 1,11 / 100,00   | 0,43 |
|                         | Outros                            | 462    | 2,07 / 100,00   |      |
| Votos Inválidos         | Votos Inválidos                   | 572    | 2,56 / 100,00   | 0,23 |
| Total                   | Total                             | 22 319 | 100,00 / 100,00 |      |
| Eleitorado/Participação | Eleitorado/Participação           | 26 233 | 85,08 / 100,00  | 1,43 |

### Amadora
| Partido                 | Partido                           | Votos   | %               | +/-  |
| ----------------------- | --------------------------------- | ------- | --------------- | ---- |
|                         | Aliança Democrática               | 32 285  | 33,21 / 100,00  | 1,44 |
|                         | Aliança Povo Unido                | 29 203  | 30,04 / 100,00  | 3,21 |
|                         | Frente Republicana e Socialista   | 29 037  | 29,87 / 100,00  | 2,55 |
|                         | União Democrática Popular         | 2 080   | 2,14 / 100,00   | 1,42 |
|                         | Partido Socialista Revolucionário | 1 186   | 1,22 / 100,00   | 0,88 |
|                         | Outros                            | 2 058   | 2,12 / 100,00   |      |
| Votos Inválidos         | Votos Inválidos                   | 1 365   | 1,40 / 100,00   | 0,42 |
| Total                   | Total                             | 97 214  | 100,00 / 100,00 |      |
| Eleitorado/Participação | Eleitorado/Participação           | 112 568 | 86,36 / 100,00  | 1,43 |

### Arruda dos Vinhos
| Partido                 | Partido                           | Votos | %               | +/-  |
| ----------------------- | --------------------------------- | ----- | --------------- | ---- |
|                         | Frente Republicana e Socialista   | 1 953 | 37,16 / 100,00  | 0,55 |
|                         | Aliança Democrática               | 1 569 | 29,86 / 100,00  | 0,57 |
|                         | Aliança Povo Unido                | 1 135 | 21,60 / 100,00  | 2,94 |
|                         | Partido Socialista Revolucionário | 132   | 2,51 / 100,00   | 1,86 |
|                         | POUS-PST                          | 107   | 2,04 / 100,00   | 1,34 |
|                         | PCTP/MRPP                         | 68    | 1,29 / 100,00   | 0,30 |
|                         | União Democrática Popular         | 59    | 1,12 / 100,00   | 0,15 |
|                         | Outros                            | 62    | 1,19 / 100,00   |      |
| Votos Inválidos         | Votos Inválidos                   | 170   | 3,24 / 100,00   | 0,50 |
| Total                   | Total                             | 5 255 | 100,00 / 100,00 |      |
| Eleitorado/Participação | Eleitorado/Participação           | 6 649 | 79,03 / 100,00  | 1,73 |

### Azambuja
| Partido                 | Partido                           | Votos  | %               | +/-  |
| ----------------------- | --------------------------------- | ------ | --------------- | ---- |
|                         | Frente Republicana e Socialista   | 4 558  | 36,41 / 100,00  | 2,61 |
|                         | Aliança Povo Unido                | 3 292  | 26,30 / 100,00  | 2,03 |
|                         | Aliança Democrática               | 3 133  | 25,03 / 100,00  | 0,25 |
|                         | União Democrática Popular         | 456    | 3,64 / 100,00   | 1,53 |
|                         | Partido Socialista Revolucionário | 230    | 1,84 / 100,00   | 0,73 |
|                         | POUS-PST                          | 204    | 1,63 / 100,00   | 0,87 |
|                         | Outros                            | 284    | 2,27 / 100,00   |      |
| Votos Inválidos         | Votos Inválidos                   | 360    | 2,88 / 100,00   | 0,69 |
| Total                   | Total                             | 12 517 | 100,00 / 100,00 |      |
| Eleitorado/Participação | Eleitorado/Participação           | 14 805 | 84,55 / 100,00  | 0,49 |

### Cadaval
| Partido                 | Partido                           | Votos  | %               | +/-  |
| ----------------------- | --------------------------------- | ------ | --------------- | ---- |
|                         | Aliança Democrática               | 4 565  | 49,03 / 100,00  | 0,07 |
|                         | Frente Republicana e Socialista   | 3 075  | 33,03 / 100,00  | 0,64 |
|                         | Aliança Povo Unido                | 757    | 8,13 / 100,00   | 0,92 |
|                         | POUS-PST                          | 185    | 1,99 / 100,00   | 1,35 |
|                         | Partido Socialista Revolucionário | 130    | 1,40 / 100,00   | 0,72 |
|                         | Outros                            | 306    | 3,28 / 100,00   |      |
| Votos Inválidos         | Votos Inválidos                   | 293    | 3,15 / 100,00   | 0,42 |
| Total                   | Total                             | 9 311  | 100,00 / 100,00 |      |
| Eleitorado/Participação | Eleitorado/Participação           | 11 162 | 83,42 / 100,00  | 2,77 |

### Cascais
| Partido                 | Partido                           | Votos   | %               | +/-  |
| ----------------------- | --------------------------------- | ------- | --------------- | ---- |
|                         | Aliança Democrática               | 44 181  | 50,13 / 100,00  | 1,89 |
|                         | Frente Republicana e Socialista   | 20 929  | 23,75 / 100,00  | 1,39 |
|                         | Aliança Povo Unido                | 16 719  | 18,97 / 100,00  | 3,35 |
|                         | União Democrática Popular         | 1 419   | 1,61 / 100,00   | 0,86 |
|                         | Partido Socialista Revolucionário | 1 153   | 1,31 / 100,00   | 0,90 |
|                         | Outros                            | 2 324   | 2,64 / 100,00   |      |
| Votos Inválidos         | Votos Inválidos                   | 1 414   | 1,61 / 100,00   | 0,34 |
| Total                   | Total                             | 88 139  | 100,00 / 100,00 |      |
| Eleitorado/Participação | Eleitorado/Participação           | 101 902 | 86,49 / 100,00  | 1,78 |

### Lisboa
| Partido                 | Partido                           | Votos   | %               | +/-  |
| ----------------------- | --------------------------------- | ------- | --------------- | ---- |
|                         | Aliança Democrática               | 260 323 | 45,83 / 100,00  | 1,69 |
|                         | Frente Republicana e Socialista   | 153 059 | 26,95 / 100,00  | 1,51 |
|                         | Aliança Povo Unido                | 117 253 | 20,64 / 100,00  | 2,89 |
|                         | União Democrática Popular         | 9 413   | 1,66 / 100,00   | 1,04 |
|                         | Partido Socialista Revolucionário | 6 559   | 1,15 / 100,00   | 0,86 |
|                         | Outros                            | 12 442  | 2,20 / 100,00   |      |
| Votos Inválidos         | Votos Inválidos                   | 8 947   | 1,58 / 100,00   | 0,27 |
| Total                   | Total                             | 567 996 | 100,00 / 100,00 |      |
| Eleitorado/Participação | Eleitorado/Participação           | 657 317 | 86,41 / 100,00  | 1,23 |

### Loures
| Partido                 | Partido                           | Votos   | %               | +/-  |
| ----------------------- | --------------------------------- | ------- | --------------- | ---- |
|                         | Aliança Democrática               | 52 530  | 32,38 / 100,00  | 1,52 |
|                         | Frente Republicana e Socialista   | 49 646  | 30,60 / 100,00  | 1,85 |
|                         | Aliança Povo Unido                | 48 298  | 29,77 / 100,00  | 3,22 |
|                         | União Democrática Popular         | 2 560   | 1,58 / 100,00   | 1,17 |
|                         | Partido Socialista Revolucionário | 2 404   | 1,48 / 100,00   | 1,07 |
|                         | Outros                            | 3 915   | 2,41 / 100,00   |      |
| Votos Inválidos         | Votos Inválidos                   | 2 891   | 1,78 / 100,00   | 0,38 |
| Total                   | Total                             | 162 244 | 100,00 / 100,00 |      |
| Eleitorado/Participação | Eleitorado/Participação           | 185 413 | 87,50 / 100,00  | 1,13 |

### Lourinhã
| Partido                 | Partido                           | Votos  | %               | +/-  |
| ----------------------- | --------------------------------- | ------ | --------------- | ---- |
|                         | Aliança Democrática               | 7 857  | 60,50 / 100,00  | 0,91 |
|                         | Frente Republicana e Socialista   | 3 499  | 26,94 / 100,00  | 1,49 |
|                         | Aliança Povo Unido                | 509    | 3,92 / 100,00   | 0,90 |
|                         | POUS-PST                          | 210    | 1,62 / 100,00   | 0,97 |
|                         | Partido Socialista Revolucionário | 146    | 1,12 / 100,00   | 0,68 |
|                         | Outros                            | 387    | 2,97 / 100,00   |      |
| Votos Inválidos         | Votos Inválidos                   | 378    | 2,92 / 100,00   | 0,09 |
| Total                   | Total                             | 12 986 | 100,00 / 100,00 |      |
| Eleitorado/Participação | Eleitorado/Participação           | 15 275 | 85,01 / 100,00  | 3,25 |

### Mafra
| Partido                 | Partido                           | Votos  | %               | +/-  |
| ----------------------- | --------------------------------- | ------ | --------------- | ---- |
|                         | Aliança Democrática               | 12 181 | 46,36 / 100,00  | 2,76 |
|                         | Frente Republicana e Socialista   | 7 484  | 28,48 / 100,00  | 1,94 |
|                         | Aliança Povo Unido                | 3 470  | 13,21 / 100,00  | 1,81 |
|                         | Partido Socialista Revolucionário | 613    | 2,33 / 100,00   | 1,41 |
|                         | POUS-PST                          | 584    | 2,22 / 100,00   | 1,32 |
|                         | União Democrática Popular         | 357    | 1,36 / 100,00   | 0,76 |
|                         | Outros                            | 666    | 2,54 / 100,00   |      |
| Votos Inválidos         | Votos Inválidos                   | 922    | 3,51 / 100,00   | 0,65 |
| Total                   | Total                             | 26 277 | 100,00 / 100,00 |      |
| Eleitorado/Participação | Eleitorado/Participação           | 32 050 | 81,99 / 100,00  | 1,78 |

### Oeiras
| Partido                 | Partido                           | Votos   | %               | +/-  |
| ----------------------- | --------------------------------- | ------- | --------------- | ---- |
|                         | Aliança Democrática               | 40 060  | 44,82 / 100,00  | 0,91 |
|                         | Frente Republicana e Socialista   | 24 012  | 26,87 / 100,00  | 2,03 |
|                         | Aliança Povo Unido                | 19 913  | 22,28 / 100,00  | 3,69 |
|                         | União Democrática Popular         | 1 548   | 1,73 / 100,00   | 0,61 |
|                         | Partido Socialista Revolucionário | 976     | 1,09 / 100,00   | 0,86 |
|                         | Outros                            | 1 769   | 1,97 / 100,00   |      |
| Votos Inválidos         | Votos Inválidos                   | 1 100   | 1,23 / 100,00   | 0,10 |
| Total                   | Total                             | 89 378  | 100,00 / 100,00 |      |
| Eleitorado/Participação | Eleitorado/Participação           | 101 670 | 87,91 / 100,00  | 0,40 |

### Sintra
| Partido                 | Partido                           | Votos   | %               | +/-  |
| ----------------------- | --------------------------------- | ------- | --------------- | ---- |
|                         | Aliança Democrática               | 52 071  | 39,64 / 100,00  | 2,40 |
|                         | Frente Republicana e Socialista   | 37 462  | 28,52 / 100,00  | 1,17 |
|                         | Aliança Povo Unido                | 30 774  | 23,43 / 100,00  | 3,42 |
|                         | União Democrática Popular         | 2 988   | 2,27 / 100,00   | 1,29 |
|                         | Partido Socialista Revolucionário | 2 098   | 1,60 / 100,00   | 1,19 |
|                         | Outros                            | 3 528   | 2,68 / 100,00   |      |
| Votos Inválidos         | Votos Inválidos                   | 2 435   | 1,85 / 100,00   | 0,41 |
| Total                   | Total                             | 131 356 | 100,00 / 100,00 |      |
| Eleitorado/Participação | Eleitorado/Participação           | 151 674 | 86,60 / 100,00  | 0,87 |

### Sobral de Monte Agraço
| Partido                 | Partido                           | Votos | %               | +/-  |
| ----------------------- | --------------------------------- | ----- | --------------- | ---- |
|                         | Aliança Povo Unido                | 1 752 | 35,90 / 100,00  | 0,96 |
|                         | Aliança Democrática               | 1 342 | 27,50 / 100,00  | 1,92 |
|                         | Frente Republicana e Socialista   | 1 168 | 23,93 / 100,00  | 4,48 |
|                         | POUS-PST                          | 121   | 2,48 / 100,00   | 1,50 |
|                         | Partido Socialista Revolucionário | 108   | 2,21 / 100,00   | 0,93 |
|                         | PCTP/MRPP                         | 63    | 1,29 / 100,00   | 0,21 |
|                         | União Democrática Popular         | 61    | 1,25 / 100,00   | 0,09 |
|                         | Outros                            | 77    | 1,58 / 100,00   |      |
| Votos Inválidos         | Votos Inválidos                   | 188   | 3,85 / 100,00   | 0,22 |
| Total                   | Total                             | 4 880 | 100,00 / 100,00 |      |
| Eleitorado/Participação | Eleitorado/Participação           | 6 036 | 80,85 / 100,00  | 2,74 |

### Torres Vedras
| Partido                 | Partido                           | Votos  | %               | +/-  |
| ----------------------- | --------------------------------- | ------ | --------------- | ---- |
|                         | Aliança Democrática               | 17 720 | 44,63 / 100,00  | 4,98 |
|                         | Frente Republicana e Socialista   | 11 351 | 28,59 / 100,00  | 1,67 |
|                         | Aliança Povo Unido                | 6 916  | 17,42 / 100,00  | 3,65 |
|                         | POUS-PST                          | 758    | 1,91 / 100,00   | 1,12 |
|                         | Partido Socialista Revolucionário | 585    | 1,47 / 100,00   | 0,67 |
|                         | União Democrática Popular         | 510    | 1,28 / 100,00   | 0,40 |
|                         | Outros                            | 864    | 2,18 / 100,00   |      |
| Votos Inválidos         | Votos Inválidos                   | 1 001  | 2,52 / 100,00   | 0,77 |
| Total                   | Total                             | 39 705 | 100,00 / 100,00 |      |
| Eleitorado/Participação | Eleitorado/Participação           | 47 417 | 83,74 / 100,00  | 2,86 |

### Vila Franca de Xira
| Partido                 | Partido                           | Votos  | %               | +/-  |
| ----------------------- | --------------------------------- | ------ | --------------- | ---- |
|                         | Aliança Povo Unido                | 18 775 | 36,81 / 100,00  | 2,96 |
|                         | Frente Republicana e Socialista   | 15 714 | 30,81 / 100,00  | 0,63 |
|                         | Aliança Democrática               | 12 703 | 24,90 / 100,00  | 2,06 |
|                         | União Democrática Popular         | 874    | 1,71 / 100,00   | 1,13 |
|                         | Partido Socialista Revolucionário | 752    | 1,47 / 100,00   | 0,97 |
|                         | Outros                            | 1 336  | 2,62 / 100,00   |      |
| Votos Inválidos         | Votos Inválidos                   | 853    | 1,67 / 100,00   | 0,20 |
| Total                   | Total                             | 51 007 | 100,00 / 100,00 |      |
| Eleitorado/Participação | Eleitorado/Participação           | 58 012 | 87,92 / 100,00  | 0,83 |